# Rahma Ghars
Rahma Ghars (sinh ngày 4 tháng 11 năm 1994) là một hậu vệ bóng đá nữ Tunisia hiện đang chơi ở Giải bóng đá nữ đầu tiên của Thổ Nhĩ Kỳ cho Ataşehir Belediyespor với áo số 5. Cô là một thành viên của đội tuyển quốc gia Tunisia.

## Cuộc sống riêng tư
Rahma Ghars sinh ra ở Tunisia vào ngày 4 tháng 11 năm 1994.

## Sự nghiệp thi đấu

### Câu lạc bộ
Ghars chuyển đến Thổ Nhĩ Kỳ và gia nhập đội bóng dựa trên Istanbul Ataşehir Belediyespor vào ngày 24 tháng 10 năm 2018.

### Quốc tế
Ghars là thành viên của đội tuyển bóng đá quốc gia nữ Tunisia tại các trận đấu vòng loại Cúp bóng đá nữ châu Phi 2016.

## Thống kê sự nghiệp
Kể từ trận đấu diễn ra vào ngày 23 tháng 12 năm 2018.
| Câu lạc bộ            | Mùa     | Giải vô địch | Giải vô địch | Giải vô địch | Lục địa | Lục địa   | Quốc gia | Quốc gia  | Toàn bộ | Toàn bộ   |
| Câu lạc bộ            | Mùa     | Hạng đấu     | Số trận      | Bàn thắng    | Số trận | Bàn thắng | Số trận  | Bàn thắng | Số trận | Bàn thắng |
| --------------------- | ------- | ------------ | ------------ | ------------ | ------- | --------- | -------- | --------- | ------- | --------- |
| Ataşehir Belediyespor | 2018    | Giải nhất    | 6            | 1            | -       | -         |          |           | 6       | 1         |
| Ataşehir Belediyespor | Toàn bộ | Toàn bộ      | 6            | 1            | -       | -         |          |           | 6       | 1         |